# Small Faces
Small Faces fue una banda de rock inglesa popular en la década de los sesenta liderada por el guitarrista y cantante Steve Marriott.
Fueron los principales representantes musicales del movimiento mod, disputándose siempre ese puesto con The Who. Otros componentes eran el bajista Ronnie Lane, el teclista Ian McLagan y el percusionista Kenney Jones. Se convirtieron en uno de los grupos psicodélicos más exitosos de Inglaterra antes de su ruptura, a finales de la década de los sesenta.
A pesar de que solo estuvieron juntos cuatro años, desde 1965 a 1969, el legado musical de los Small Faces desde mediados hasta finales de los sesenta se considera como uno de los más importantes del mod británico y la música psicodélica, junto con The Who.
Parte de los miembros originales formarían en 1969 la banda Faces, considerada la sucesora, en la que se encontraban Rod Stewart y el futuro Rolling Stone Ronnie Wood.

## Historia

### Orígenes
Lane y Marriott se conocieron en 1965 cuando Marriott trabajaba en el J60 Music Bar en Manor Park, Londres. Lane entró con su padre para comprar un bajo eléctrico, conversó con Marriott y compró el bajo. Lane fue a casa de Marriott, después de trabajar, a escuchar vinilos. Decidieron formar un grupo. Reclutaron a Kenney Jones y a Jimmy Winston, el cual rotó de la guitarra al órgano. Progresaron rápidamente, pasando de ensayos y actuaciones en pubs a conciertos semiprofesionales en clubs. La voz única de Marriott llamó la atención. La cantante Elkie Brooks, sorprendida por su carisma sobre el escenario y la potencia de su voz, les recomendó al propietario de un club local, Maurice King, y este, impresionado, les buscó conciertos en Londres y en otras ciudades. En un principio, el set de la banda incluía clásicos de R&B/soul como "Jump Back", "Please Please Please" de James Brown, "You've Really Got a Hold on Me" de Smokey Robinson's y "Stand By Me" de Ben E. King. Junto a composiciones de Marriott/Lane, la rápida y sonora "Come on Children" y "E too D", asociada al consumo de speed, Marriott demostraría sus impresionantes habilidades vocales de la misma forma que sus héroes y modelos, Otis Redding, Bobby Bland. "E Too D", que aparece en su primer álbum "Small Faces", debe su nombre a la estructura de acordes de la guitarra. En recopilaciones americanas es titulada "Running Wild".
Fueron expulsados de su primer concierto fuera de Londres, un garito de obreros de mal ambiente en Sheffield, tras solo tres canciones. El público estaba compuesto por "Teddy Boys" y alcohólicos. Como consecuencia, entraron en un club mod cercano y tocaron gratis. Su set causó gran impresión.

### La Era Decca
Firmaron un contrato con Don Arden, y por tanto con Decca Records. Lanzaron una serie de energéticos sencillos de mod y soul con la discográfica. Su debut fue "Whatcha Gonna Do About It", en 1965, que llegó al Top 15 británico. Marriott y Lane fueron los creadores de la parte instrumental de la canción, tomando prestado el riff de "Everybody Needs Somebody to Love" de Solomon Burke. Las letras fueron escritas por el corista y exmiembro del grupo Ian Samwell. El grupo no llegó a capitalizar el éxito de su primer sencillo con su continuación, "I've Got Mine", un duro tema mod. El grupo apareció en el thriller de 1965 "Dateline Diamonds", en la que Kenneth Cope interpretaba a su mánager. Arden pensó que la película produciría publicidad para el grupo, pero su estreno fue retrasado y "I've Got Mine" no llegó a las listas.
Poco después, Jimmy Winston salió del grupo. Su salida se debe a un supuesto choque de personalidades con Marriott o a una supuesta carencia de talento musical, aunque persisten rumores de que fue expulsado por comprometer la imagen de la banda al ser demasiado alto (los demás miembros del grupo medían en torno a 1,70 m). De hecho, el grupo tomó su nombre de una expresión de una amiga de Marriott, que decía de ellos que tenían caras pequeñas ("small faces"). Mantuvieron ese nombre ya que el slang mod le dio al término "face" (cara) una connotación de individuo popular. En una entrevista en 2000, Kenney Jones dijo que Winston fue expulsado porque no contuvo su ego e intentó competir con Marriott. Este fue sustituido por Ian McLagan, cuyo talento al teclado y su estatura encajaban con el estilo de la banda.
La nueva formación entró de lleno en las listas con "Sha-La-La-La-Lee", un hit en Inglaterra, llegando al número 3 en la lista nacional de sencillos. Su primer álbum, "Small Faces", fue un éxito considerable. Ganaron popularidad rápidamente con cada entrada en las listas, y frecuentaron programas de televisión musicales, como "Ready Steady Go!". En agosto de 1966 su popularidad alcanzó su máximo cuando su quinto sencillo "All Or Nothing", alcanzó el n.º 1.
A pesar de ser unas de las bandas con mayores ingresos por actuaciones en directo y sus exitosos sencillos, no gozaba de una gran situación financiera. Tras una dura confrontación con Arden, quien dijo a los padres de los miembros de los Small Faces que éstos estaban enganchados a la heroína, rompieron con Decca y Arden.

### Los Años Posteriores
Casi inmediatamente recibieron una oferta de la, entonces nueva, discográfica "Immediate Records", fundada por el ex-mánager de los Rolling Stones, Andrew L. Oldham. Dándoles una gran libertad en los Olympic Studios en Barness (Londres), la banda progresó, trabajando con el ingeniero Glyn Johns. Su primer sencillo con la compañía fue "Here Come The Nice", claramente influenciado por el consumo de drogas. Consiguió eludir la censura a pesar de mencionar abiertamente las anfetaminas. Un segundo álbum también titulado "Small Faces", fue lanzado con Immediate, muy altamente considerado por otros músicos y con gran repercusión en bandas británicas y de otros países.
Al mismo tiempo, Decca Records lanzó al mercado un álbum llamado "From the Beginning", combinando antiguos hits con grabaciones inéditas. Incluía antiguas versiones de canciones regrabadas con Immediate, incluyendo "My Way Of Giving" y "(Tell Me) Have You Ever Seen Me". 
"Itchycoo Park", sencillo lanzado a mediados de 1967, es una de las canciones de los Small Faces mejor recordadas, y también la primera en llegar a las listas estadounidenses, alcanzando el n.º 16. El álbum "Itchycoo Park" fue el primero en utilizar la técnica del phasing, reproduciendo dos cintas a la vez a diferentes velocidades, efecto desarrollado por el ingeniero George Chkiantz en 1966. El siguiente sencillo sería "Tin Soldier", una estilosa épica del soul-rock, escrita por Marriott para la cantante americana P.P. Arnold originalmente, al quien se le puede distinguir claramente en los coros. Al alcanzar el n.º 73 en USA, Immediate Records abandonó sus intentos de penetrar en el mercado americano.
"Lazy Sunday", lanzado en 1968, fue un estiloso sencillo lanzado por Immediate en contra de los deseos de la banda. La canción surgió como una broma de Steve Marriott porque siempre era echado de los apartamentos que alquilaba por las quejas de vecinos. Llegó al n.º 2 en listas británicas. 
Mucho después, "Lazy Sunday" inspiraría la inolvidable "Parklife" de Blur de 1994.

### Ogdens' Nut Gone Flake
En Inglaterra, su carrera alcanzó máximos una vez más con el psicodélico "Ogdens' Nut Gone Flake" en 1968, recordado como un clásico hoy, que permaneció en el n.º 1 durante 6 semanas. Su innovadora portada, la primera de su clase, emulaba una antigua lata de tabaco. Se trata de un álbum conceptual de dos partes: la cara 1 narraba un psicodélico cuento de hadas; la cara 2 contaba las aventuras de "Happiness Stan".
Con la crítica exaltada, el álbum vendió muy bien, pero fueron confrontados por un problema: habían creado una obra maestra de estudio imposible de interpretar en vivo.
"Ogdens' Nut Gone Flake" fue interpretado en vivo solo una vez, entero, en un memorable directo para la BBC en el programa "Colour Me Pop".
Este recordado tema fue seleccionado por Rockstar Games como banda sonora del juego Grand Theft Auto V de la saga Grand Theft Auto.

## Disolución
Tras unos meses de rumores de disolución, Marriott oficialmente abandonó la banda con la llegada de 1969, tras una actuación en Nochevieja en Nueva York. Steve ya tenía en mente la creación de una nueva banda, Humble Pie. Kenney Jones constató en 2001 que ojalá hubieran sido más maduros en el momento, y que de haber tocado en directo "Odgen", habrían gozado de mayor autoconfianza, ya que fueron etiquetados como un grupo de pop. 
Un álbum póstumo, "The Autumn Stone", salió más tarde, en el mismo año, con rarezas y canciones inéditas. El principal problema para su promoción fue que el grupo ya no existía.

### The Faces
Lane, Jones y McLagan se unirían con exmiembros del "Jeff Beck Group", el cantante Rod Stewart y el guitarrista Ronnie Wood. Lanzaron un álbum como los Small Faces antes de rebautizarse como "The Faces", y más tarde "Rod Stewart & The Faces".

### The Who, Rod Stewart: Proyectos, reunión y legado
La siguiente aventura de Marriott fue con el grupo de rock "Humble Pie", formado con Peter Frampton. Fue un gran éxito en EE. UU., pero no en Reino Unido. Se disolvieron en 1975 por problemas financieros y diferencias musicales. Marriott formaría "Packet of Three". 
Tras la disolución de The Faces en 1975, la formación original de los Small Faces se reunió brevemente para el rodaje de vídeos dirigidos a la reedición de algunos sencillos. El grupo trató de grabar de nuevo, pero tras una discusión abandonó Lane, quien en realidad estaba enfermo. Aun así, los demás permanecieron junto al exbajista de los Humble Pie, Rick Willis, y crearon dos álbumes: "Playmates" (1977) y "In The Shade" (1978), lanzados con Atlantic Records. Fueron un fracaso comercial; la ausencia de Lane era evidente, a lo que se sumaba que la música británica había cambiado con la llegada del punk rock.
Kenney Jones se convirtió en batería de The Who tras la muerte de Keith Moon en 1978. Ian McLagan actuaría con Bonnie Raitt, The Rolling Stones y Billy Bragg.
El 21 de abril de 1991, Steve Marriott falleció dormido cuando un incendio, causado por un cigarro, arrasó su casa en Essex, Inglaterra. Seis años más tarde murió Ronnie Lane, debido a la esclerosis múltiple que durante mucho tiempo lo tuvo alejado de la música.

## Discografía y ranking en Reino Unido

### Sencillos
- "Whatcha Gonna Do About It", 6 de agosto de 1965, #14
- "I've Got Mine", 5 de noviembre de 1965, no entró en listas
- "Sha-La-La-La-Lee", 28 de enero de 1966, #3
- "Hey Girl", 10 de mayo de 1966, #10
- "All or Nothing", 5 de agosto de 1966, #1
- "My Mind's Eye", 11 de noviembre de 1966, #4
- "I Can't Make It", 3 de marzo de 1967, #26
- "Patterns", 26 de mayo de 1967, no entró en listas
- "Here Come The Nice", 2 de junio de 1967, #12
- "Itchycoo Park", 4 de agosto de 1967, #3
- "Tin Soldier", 2 de diciembre de 1967, #9
- "Lazy Sunday", 5 de abril de 1968, #2
- "The Universal", 28 de junio de 1968, #16
- "Afterglow (of Your Love)", 7 de marzo de 1969, #36
- "Itchycoo Park" (re-issue), 13 de diciembre de 1975, #9
- "Lazy Sunday" (re-issue) 20 de marzo de 1976, #39

### Álbumes
- Small Faces (Decca), mayo de 1966 – UK #3
- From the Beginning (Decca), junio de 1967 – UK #17
- Small Faces (Inmediate), julio de 1967 – UK #21
- Ogdens' Nut Gone Flake (Inmediate), junio de 1968 – UK #1
- The Autumn Stone (Inmediate), 1969
- Playmates (Atlantic), 1977
- 78 in the Shade (Atlantic), 1978